# Robert Berns Vudvard
Robert Berns Vudvard FRS(For) HFRSE (10. april 1917 – 8. jul 1979) bio je američki organski hemičar. Mnogi ga smatraju najistaknutijim sintetičkim organskim hemičarom dvadesetog veka, koji je dao mnogo ključnih doprinosa ovoj oblasti, naročito u sintezi složenih prirodnih proizvoda i određivanju njihove molekulske strukture. Takođe je blisko sarađivao sa Roaldom Hofmanom na teoretskim studijama hemijskih reakcija. Dobitnik je Nobelove nagrade za hemiju 1965. godine.

## Detinjstvo, mladost i obrazovanje
Vudvard je rođen u Bostonu u Masačusetsu 10. aprila 1917. On je bio sin Margaret Berns (imigranta iz Škotske koja je tvrdila da je potomak pesnika, Roberta Bernsa) i njenog muža, Artura Čestera Vudvarda, koji je bio sin roksberskog apotekara, Harlou Eliot Vudvarda. Njegov otac je bio jedna od mnogobrojnih žrtava pandemije španske groznice iz 1918. godine.
Vudvard je od malih nogu bio zainteresovan i bavio se privatnim izučavanjem hemije, dok je pohađao javnu osnovnu školu, a potom i srednju školu Kvinsi, u Kvinsiju u Masačusetsu. Do ulaska u srednju školu već je uspeo da izvede većinu eksperimenata u tada široko korištenom udžbeniku eksperimentalne organske hemije Ludviga Gatermana. Godine 1928. Vudvard je kontaktirao generalnog konzula nemačkog konzulata u Bostonu (Barona fon Tipelskirča) i preko njega je uspeo da dobije kopije nekoliko originalnih radova objavljenih u nemačkim časopisima. Kasnije je u svom Koup predavanju napomenuo kako je bio fasciniran kada je među tim radovima naišao se na Dilsovu i Alderovu originalnu komunikaciju o reakciji Dils-Aldera. Vudvard  je tokom svoje karijere neprestano i moćno koristio i istraživao ovu reakciju, kako na teorijski tako i na eksperimentalni način. Godine 1933. on je počeo da studira na Masačusetskom tehnološkom institutu (MIT), ali je zanemario svoje formalne studije u toj meri da je bio isključen na kraju jesenjeg semestra 1934. MIT ga je ponovo prihvatio u jesenjem semestru 1935. godine, i do 1936. godine je diplomirao. Samo godinu dana kasnije, MIT mu je dodelio doktorat, dok su njegove kolege iz razreda još uvek sticale diplome. Vudvardov doktorski rad uključivao je istraživanja vezana za sintezu ženskog polnog hormona estrona. MIT je zahtevao da diplomirani studenti imaju savetnike za istraživanje. Vudvardovi savetnici bili su Džejms Flak Noris i Ejveri Adrijan Morton, mada nije jasno da li je on zaista koristio njihove savete. Nakon kratkog postdoktorskog boravka na Univerzitetu u Ilinoisu, dobio je juniorsku poziciju na univerzitetu Harvard od 1937. do 1938. godine, i ostao na Harvardu u različitim svojstvima do kraja života. Šezdesetih godina prošlog veka Vudvard je proglašen Donerovim profesorom nauke, titulom koja ga je oslobađala od predavanja formalnih kurseva kako bi mogao svo svoje vreme da posveti istraživanju.

## Istraživanje i karijera

### Organske sinteze i Nobelova nagrada
Tokom kasnih 1940-ih, Vudvard je sintetisao mnoge kompleksne prirodne proizvode uključujući kinin, holesterol, kortizon, strihnin, lizerginsku kiselinu, rezerpin, hlorofil, cefalosporin i kolhicin. Ovim je Vudvard otvorio novu eru sinteze, koja se ponekad naziva 'Vudvardska era' u kojoj je pokazao da se prirodni proizvodi mogu sintetisati pažljivom primenom principa fizičke organske hemije i pedantnim planiranjem.
Početkom 1950-ih, Vudvard je, zajedno sa britanskim hemičarom Džefrijem Vilkinsonom, koji je tada bio na Harvardu, postulirao novu strukturu ferocena, jedinjenja koje se sastoji od kombinacije organskog molekula sa gvožđem. Ovo je označilo početak oblasti organometalne hemije prelaznih metala koja je prerasla u industrijski veoma značajnu oblast. Vilkinson je za ovo delo dobio Nobelovu nagradu 1973, zajedno sa Ernstom Otom Fišerom. Neki istoričari smatraju da je Vudvard trebalo da podeli ovu nagradu zajedno sa Vilkinsonom. Zanimljivo je da je sam Vudvard je tako mislio i izneo svoje misli u pismu poslatom Nobelovom komitetu.
Vudvard je 1965. dobio Nobelovu nagradu za sintezu složenih organskih molekula. Bio je nominovan ukupno 111 puta od 1946. do 1965. godine. U svom Nobelovom predavanju opisao je potpunu sintezu antibiotika cefalosporina i tvrdio da je pomerio raspored sinteze tako da se završi u vreme dodele Nobelove nagrade.

### B12sinteza i Vudvard–Hofmanova pravila
Početkom 1960-ih, Vudvard je počeo da radi na najkompleksnijem prirodnom proizvodu do sada sintetisanom — vitaminu B12. U izvanrednoj saradnji sa njegovim kolegom Albertom Ešenmozerom u Cirihu, tim od skoro stotinu studenata i postdoktorskih radnika radio je dugi niz godina na sintezi ovog molekula. Rad je konačno objavljen 1973. godine i označio je prekretnicu u istoriji organske hemije. Sinteza je obuhvatala skoro stotinu koraka i uključivala je karakteristično rigorozno planiranje i analize koje su oduvek karakterisale Vudvardov rad. Ovaj rad je, više od bilo kog drugog, uverio organske hemičare da je sinteza bilo koje složene supstance moguća, ako se ima dovoljno vremena i planiranja (videti takođe palitoksin, koji je sintetisala istraživačka grupa Jošita Kišija, jednog od Vudvardovih postdoktorskih studenata). Prema podacima iz 2019. godine, nije objavljena nijedna druga totalna sinteza vitamina B12.
Iste godine, na osnovu zapažanja koje je Vudvard napravio tokom sinteze B12, on i Roald Hofman su osmislili pravila (koja se sada nazivaju Vudvard-Hofmanovim pravilima) za razjašnjavanje stereohemije proizvoda organskih reakcija. Vudvard je formulisao svoje ideje (koje su bile zasnovane na svojstvima simetrije molekularnih orbitala) na osnovu svog iskustva kao sintetičkog organskog hemičara; zamolio je Hofmana da izvrši teorijske proračune kako bi proverio ove ideje, koji su urađeni korišćenjem Hofmanove proširene Hikelove metode. Predviđanja ovih pravila, nazvana „Vudvard–Hofmanova pravila“ su potvrđena mnogim eksperimentima. Hofman je za ovo delo podelio Nobelovu nagradu 1981. zajedno sa Keničijem Fukuijem, japanskim hemičarem koji je uradio sličan posao koristeći drugačiji pristup; Vudvard je umro 1979. godine, a Nobelove nagrade se ne dodeljuju posthumno.

## Literatura
- Robert Burns Woodward: Architect and Artist in the World of Molecules; Otto Theodor Benfey, Peter J. T. Morris, Chemical Heritage Foundation, April 2001.
- Robert Burns Woodward and the Art of Organic Synthesis: To Accompany an Exhibit by the Beckman Center for the History of Chemistry (Publication / Beckman Center for the History of Chemistry); Mary E. Bowden; Chemical Heritage Foundation, March 1992
- Woodward R. B.; Sondheimer F.; Taub D. (1951). „The Total Synthesis of Cortisone”. Journal of the American Chemical Society. 73 (8): 4057. doi:10.1021/ja01152a551.
- George B. Kauffman (2004). „Organic Synthesizer par excellence – On the 25th Anniversary of His Death”. Chem. Educator. 9: 1—5.
- Robert Berns Vudvard на сајту
- Video podcast of Robert Burns Woodward talking about cephalosporin
- Robert Burns Woodward: Three Score Years and Then? Архивирано на веб-сајту  (24. октобар 2012) David Dolphin, Aldrichimica Acta, 1977, 10(1), 3-9.
- Robert Burns Woodward Patents Woefully incomplete list; see Discussion pages.

## Spoljašnje veze
- Robert Berns Vudvard на сајту   including the Nobel Lecture, December 11, 1965 Recent Advances in the Chemistry of Natural Products